# Radsportler des Jahres (Dänemark)

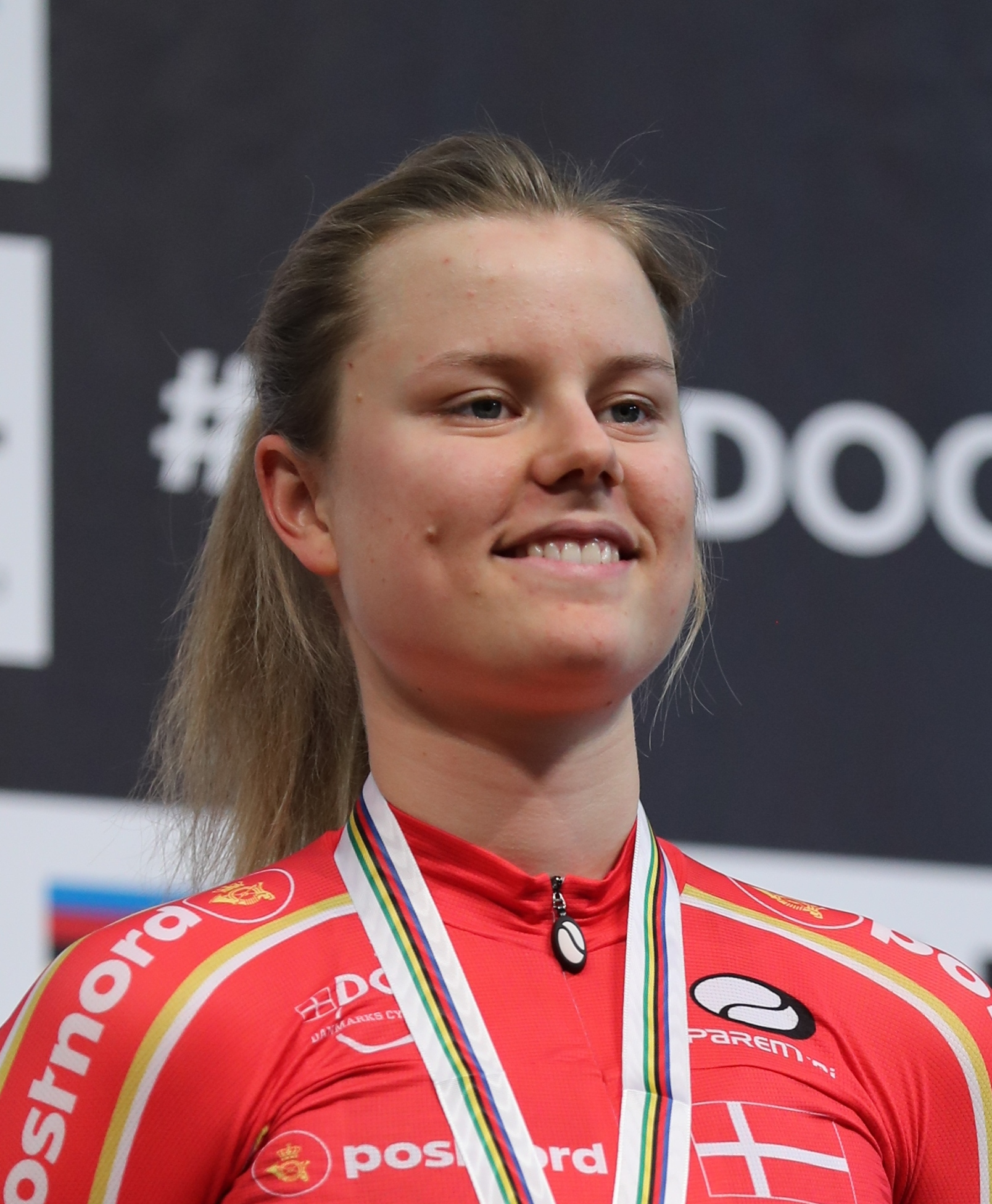
Amalie Dideriksen wurde 2013 und 2016 ausgezeichnet

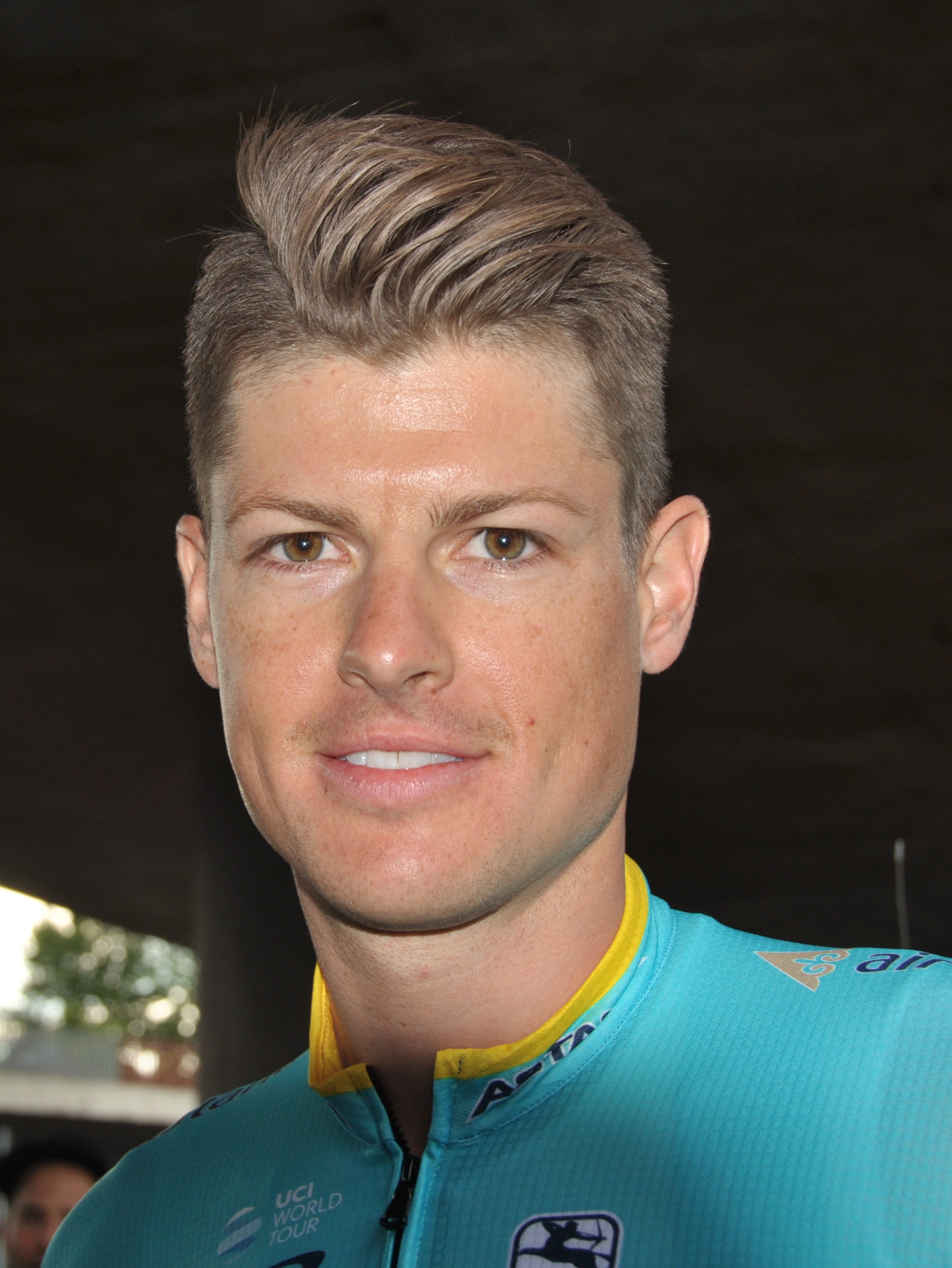
Jakob Fuglsang war Preisträger in den Jahren 2007 und 2017

Der Radsportler des Jahres von Dänemark ist eine jährliche Auszeichnung, die seit 1976 vergeben wird.
Die Auszeichnung wird vom dänischen Radsportverband Danmarks Cykle Union und einem Sponsor vergeben. Über die Auszeichnung entscheiden die aktiven Lizenzfahrer, die über fünf Nominierte abstimmen können. Bis einschließlich 1993 war der Preis Amateurfahrern vorbehalten.
Der erste Preisträger war die Mannschaft, die bei den Olympischen Spielen 1976 in Montreal im 100-km-Mannschaftszeitfahren Bronze gewann.
Zwei Fahrer erhielten den Preis dreimal: Alex Pedersen in den Jahren 1984, 1987 und 1994, Michael Rasmussen 1999, 2003 und 2005. Jan Bo Petersen, Henrik Djernis, Bo Hamburger, Hans-Henrik Ørsted, Dan Frost, Michael Marcussen, Bjarne Riis und der Bahn-Vierer zweimal.

## Preisträger
- 2020 Søren Kragh Andersen
- 2019 Mads Pedersen
- 2018 Michael Valgren
- 2017 Jakob Fuglsang
- 2016 Amalie Dideriksen
- 2015 Mads Würtz Schmidt
- 2014 Michael Valgren
- 2013 Amalie Dideriksen
- 2012 Lasse Norman Hansen
- 2011 Lars Bak
- 2010 Matti Breschel
- 2009 Bahn-Vierer (Alex Rasmussen, Michael Mørkøv, Michael Færk Christensen, Jens-Erik Madsen und Casper Jørgensen)
- 2008 Bahn-Vierer (Alex Rasmussen, Michael Mørkøv, Michael Færk Christensen, Jens-Erik Madsen und Casper Jørgensen)
- 2007 Jakob Fuglsang
- 2006 Linda Villumsen
- 2005 Michael Rasmussen
- 2004 Mads Christensen
- 2003 Michael Rasmussen
- 2002 Jakob Piil
- 2001 Claus Michael Møller
- 2000 Frank Høj
- 1999 Michael Rasmussen
- 1998 Bo Hamburger
- 1997 Bo Hamburger
- 1996 Bjarne Riis
- 1995 Bjarne Riis
- 1994 Alex Pedersen
- 1993 Henrik Djernis
- 1992 Henrik Djernis
- 1991 Jan Bo Petersen
- 1990 Jan Bo Petersen
- 1989 Peter Meinert Nielsen
- 1988 Dan Frost
- 1987 Alex Pedersen
- 1986 Dan Frost
- 1985 Johnny Weltz
- 1984 Alex Pedersen
- 1983 Michael Marcussen
- 1982 Jørgen V. Pedersen
- 1981 Michael Marcussen
- 1980 James Møller
- 1979 Hans-Henrik Ørsted
- 1978 Hans-Henrik Ørsted
- 1977 Steen Michael Petersen
- 1976 Straßen-Vierer (Jørgen Emil Hansen, Jørn Lund, Verner Blaudzun, Gert Frank)